# Thayer (Kansas)
Thayer – miasto w Stanach Zjednoczonych, w stanie Kansas, w hrabstwie Neosho.